# Oruza cariosa
Oruza cariosa là một loài bướm đêm trong họ Erebidae.